# 雷平 (清朝)
雷平（?—?），湖南沣州人，清朝政治人物。举人出身。
乾隆48年（1783年），擔任清朝遵义府婺川縣知縣。后由吳壽朋接任。